# Legnonotus
Legnonotus is een geslacht van uitgestorven straalvinnige beenvissen.